# Raionul Vasîlivka, Zaporijjea
Vasîlivka (în ucraineană Василівський район, transliterat: Vasîlivskîi raion) este un raion în regiunea Zaporijjea, Ucraina. Are reședința la Vasîlivka.
Are o suprafață de 4.287,33 km². Populația este de 181.271 locuitori, determinată în 1 ianuarie 2022, prin bilanț demografic[*].